# イーゴリ・スモルニコフ
イーゴリ・アレクサンドロヴィチ・スモルニコフ（ロシア語: Игорь Александрович Смольников, 英語: Igor Aleksandrovich Smolnikov, 1988年8月8日 - ）は、ロシア・スヴェルドロフスク州カメンスク＝ウラリスキー出身の元プロサッカー選手。現役時代のポジションは、ディフェンダー。

## 経歴

### クラブ
FCロコモティフ・モスクワのアカデミーでプレーを始め、次いで加入したFCトルペド・モスクワでプロデビュー。トルペドで1シーズンプレーした後、ロコモティフへと帰還した。2009年3月、FCウラル・スヴェルドロフスク・オブラストにレンタル移籍。2009年8月、FCチタにレンタル移籍。2009年11月、レンタルを終了しロコモティフに復帰。2011年8月、FCロストフにレンタル移籍。
2012年6月、FCクラスノダールに完全移籍。
2013年8月、600万ユーロ+出来高の移籍金でFCゼニト・サンクトペテルブルクが獲得。
2020年7月29日、クラスノダールに復帰。
2021年7月23日、FCアルセナル・トゥーラに移籍。
2023年8月、現役引退を表明した。

### 代表
ユース年代ではUEFA U-19欧州選手権2007、UEFA U-21欧州選手権2011予選などに参加した。
2013年10月、2014 FIFAワールドカップ・ヨーロッパ予選のルクセンブルク代表戦とアゼルバイジャン代表戦のメンバーに選ばれた。2013年11月の韓国代表戦でA代表デビュー
2018年もFIFAワールドカップに参加したが、3戦目のウルグアイ戦でレッドカードとなり退場となった。

## 代表歴

### 出場大会
- ロシア代表
  - 2018 FIFAワールドカップ

### 試合数
- 国際Aマッチ 30試合 0得点（2013年-2020年）[8]

| ロシア代表 | 国際Aマッチ | 国際Aマッチ |
| 年         | 出場        | 得点        |
| ---------- | ----------- | ----------- |
| 2013       | 1           | 0           |
| 2014       | 3           | 0           |
| 2015       | 6           | 0           |
| 2016       | 8           | 0           |
| 2017       | 5           | 0           |
| 2018       | 6           | 0           |
| 2019       | 0           | 0           |
| 2020       | 1           | 0           |
| 通算       | 30          | 0           |

## タイトル
FCゼニト・サンクトペテルブルク
- ロシア・プレミアリーグ: 2014–15, 2018–19, 2019–20
- ロシア・カップ: 2015–16, 2019–20
- ロシア・スーパーカップ: 2015, 2016